# Наводнение в Сочи (2024)
Наводнение в Сочи (2024) — В Сочи произошло крупное наводнение, вызванное проливными дождями, которые продолжались более суток. Река Херота достигла критического уровня и вышла из берегов, затопив федеральную трассу, жилые дома и улицы города.

## События
В ночь на 18 декабря из-за дождя вода в реке поднялась до критического уровня, достигнув 11,62 метра, увеличившись на 74 сантиметра всего за 70 минут. В результате были затоплены придомовые территории на улицах Дачной и Петрозаводской, а также в Мацесте. В некоторых районах было отключено электричество, а движение на улицах затруднилось из-за упавших деревьев. В Кудепсте поток воды снёс машины, а из домов водой вынесло мебель. Федеральная трасса Сочи — Адлер была перекрыта. На железнодорожном перегоне Дагомыс — Мамайка сошли селевые массы. В Красной Поляне и других горных районах Сочи тоже бушевала стихия — там начался сильный снегопад, из-за которого было объявлено штормовое предупреждение. Улицы затопило за считанные минуты: дороги превратились в бурлящие потоки, а ливневки — в фонтаны. Сразу же образовались пробки. Федеральную трассу также подтопило, но движение по ней вскоре восстановили. В районе Сириус огромные волны затопили набережную, превратив её в сплошной водоём. Местные жители сообщали о затопленных парковках.

## Последствия
Сошло 13 селей. В одном из поселков под землю провалились пять домов. Кроме того, была разрушена трасса, и сразу несколько сел оказались отрезанными от мира. На некоторое время пришлось ограничить движение поездов.

На улице Ленина, одной из главных магистралей Адлерского района, упавшее дерево осложнило движение. В Кудепсте потоки воды смыли припаркованные автомобили. Также временно был закрыт участок трассы Джубга — Сочи. Синоптики предупреждали, что вскоре может выйти из берегов река Восточный Дагомыс. Аэропорты в Краснодаре, Анапе и Геленджике временно приостанавливали работу.

## Наводнение в августе
В ночь на 27 августа 2024 года Сочи оказался под воздействием мощного циклона. Интенсивные осадки за короткое время привели к образованию сильных потоков воды, которые заполнили улицы города. Дождевая вода стремительно стекала по дорогам, превращая их в импровизированные реки и водопады. Наиболее сложная ситуация наблюдалась во всех районах города, где бурлящие потоки вызвали затопления и создали трудности для передвижения.